# El Superpare: vacances d'estiu
El Superpare: vacances d'estiu (títol original en danès, Far til fire i solen) és un llargmetratge danès del 2018 dirigit per Martin Miehe-Renard. S'ha doblat i subtitulat al català.

## Repartiment
- Elton Rokahaim Møller, Lille Per
- Laura Lavigne Bie-Olsen, Mie
- Mingus Hassing Hellemann, Ole
- Coco Hjardemaal, germana
- Martin Brygmann, pare
- Thomas Bo Larsen, oncle Anders
- Lukas Toya, Peter
- Naja Münster, Olivia